# 新兴街道 (揭阳市)
新兴街道，是中华人民共和国广东省揭阳市榕城区下辖的一个乡镇级行政单位。

## 行政区划
新兴街道下辖以下地区：
新兴南社区、河南路社区、义和北社区、义和南社区、兴东社区、东郊社区、上义社区和下义社区。